# The black chord
The black chord is het tweede studioalbum van de Amerikaanse rockband Astra. Het eerste album van die band zag er nogal eenvoudig uit en de geluidskwaliteit was ook niet altijd even goed. Er werd binnen de kringen van de progressieve rock gevreesd dat het bij één album zou blijven. Astra ging echter in 2011 opnieuw de geluidsstudio in, in dit geval de Big Fish Studio te Encinitas in Californië. De productie van dit album werd stukken beter gevonden dan van hun debuutalbum. De muziekalbum neigt naar de muziek van King Crimson uit hun beginperiode, maar ook invloeden van Genesis en Yes zijn te horen.  De muziek is vrij stevig zodat het ook de heavy metalfans kon bekoren.

## Musici
- Richard Vaughan: zang, gitaar, mellotron M400, memotron, minimoog, moog rogue, echoplex
- Conor Riley: zang, mellotron M400, memotron, minimoog, moog rogue, ARP Odyssey, Oberheim 2-Voice, Crumar Orchestrator, hammondorgel, piano
- Brian Ellis: gitaar
- Stuart Sclater: basgitaar
- David Hurley: slagwerk, percussie, dwarsfluit

## Muziek
| Nr. | Titel                | Duur  |
| --- | -------------------- | ----- |
| 1.  | Cocoon               | 8:43  |
| 2.  | The black chord      | 14:58 |
| 3.  | Quake meat           | 6:39  |
| 4.  | Drift                | 4:37  |
| 5.  | Bull Torpis          | 2:54  |
| 6.  | Barefoot in the head | 9:13  |